# Love Drunk (álbum)
Love Drunk es el segundo álbum de estudio grabado por la banda rock/pop Boys Like Girls.
El álbum fue grabado mitad en Nueva York y Vancouver porque había "dos diferentes productores/producción, dos diferentes ambientes, y dos estilos diferentes de inspiración", dijo el cantante de la banda, Martin Johnson.

## Desarrollo y lanzamiento
El álbum está disponible en todo el mundo para descarga en iTunes, desde el 8 de septiembre de 2009. Una edición deluxe de Love Drunk estuvo lanzada a través exclusivamente por iTunes sólo el 2, el tres, y el cuatro de octubre. El 25 de junio de 2009, cerca de las 10:15 a. m., la banda publicó en libre transmisión el primer sencillo "Love Drunk" en su sitio de MySpace. Muchas canciones más se filtraron en Internet poco después. En el show de radio Kid Kraddick en la mañana, tocaron una versión acústica de "Two Is Better Than One". "Heart Heart Heartbreak" fue lanzado en PureVolume el 17 de agosto de 2009, como resultado de llegar a 250 000 fanes en su Facebook.
Una vista previa de 30 segundos de cada canción del álbum se filtró a YouTube. Todas las canciones están ahora en su MySpace.
Noticias de un remix oficial de Mark Hoppus de "Love Drunk" se esparció y fue confirmado ser lanzado como canción exclusiva de Love Drunk en su versión deluxe.
El álbum llegó al número 8 en Billboard 200 en su primera semana de lanzamiento.
Un remix exclusivo de Sean Kingston de "Love Drunk" fue confirmado el 12 de noviembre. Sería lanzado en cada tienda de iTunes como un EP de Love Drunk, que incluye una versión en vivo acústica de "Love Drunk" y "She's Got A Boyfriend Now", acústica también. La fecha, sin embargo, no ha sido confirmada.
El 22 de noviembre, la lista de canciones de Love Drunk EP fue anunciado. El EP, que se inclinó hacia un lanzamiento en enero del 2010. El EP tendría cinco canciones.
El 6 de diciembre, la banda confirmó que el EP estaría disponible para su compra en cualquier tienda iTunes el 5 de enero de 2010, pero no fue lanzado.

## Sencillos
"Love Drunk" es el primer sencillo del álbum. Fue lanzado en iTunes el 30 de junio de 2009, y enviado a las radios el 7 de julio de 2009. El vídeo musical presenta a Ashley Tisdale.
"She's Got A Boyfriend Now" fue lanzado como sencillo digital el 15 de septiembre de 2009.
"Two Is Better Than One", con Taylor Swift como artista invitado es el segundo sencillo del álbum. El sencillo fue lanzado el 19 de octubre de 2009 en la radio.
"Heart Heart Heartbreak" es el tercer sencillo del álbum. La canción fue enviada oficialmente a las radios de Estados Unidos el 13 de abril de 2010.

## Lista de canciones
Todas las canciones fueron escritas por Martin Johnson; los créditos están entre paréntesis.

### Versión Estándar
1. "Heart Heart Heartbreak" (Johnson, Sam Hollander, Dave Katz) - 3:24
2. "Love Drunk" (Johnson, Hollander, Dave Katz) - 3:46
3. "She's Got a Boyfriend Now" (Johnson, Hollander, Katz) - 4:05
4. "Two Is Better Than One" (con Taylor Swift) (Johnson) - 4:02
5. "Contagious" (Johnson, Brian Howes) - 3:20
6. "Real Thing" (Johnson, Hollander, Katz) - 3:22
7. "Someone Like You" (Johnson) - 4:01
8. "The Shot Heard 'Round The World" (Johnson) - 3:27
9. "The First One" (Johnson, Howes) - 4:01
10. "Chemicals Collide" (Johnson, Hollander, Katz) - 3:31
11. "Go" (Johnson) - 6:09

Edición Deluxe iTunes, Bonus Tracks
1. "Love Drunk" (Versión Acústica)
2. "Heart Heart Heartbreak" (Versión Acústica)
3. "Love Drunk" (remix de Mark Hoppus)
4. Haciendo el vídeo de "Love Drunk"

## Love DrunkEP
1. "Love Drunk" (Versión del álbum)           – 3:48
2. "Love Drunk" (Acústica)                – 3:53
3. "Love Drunk" (En vivo acústica @ LA)      – 4:04
4. "She's Got a Boyfriend Now" (Acústica) – 4:25
5. "Love Drunk" (remix de Sean Kingston) – 3:45

## Lanzamiento
| País           | Fecha                    |
| -------------- | ------------------------ |
| Reino Unido    | 7 de septiembre de 2009  |
| Estados Unidos | 8 de septiembre de 2009  |
| México         | 14 de septiembre de 2009 |
| Brasil         | 20 de marzo de 2010      |
| Alemania       | 9 de abril de 2010       |

## Posicionamiento
| Lista (2009)                   | Posición máxima |
| ------------------------------ | --------------- |
| U.S. Billboard 200             | 8               |
| U.S. Billboard Top Rock Albums | 1               |
| Canadian Albums Chart          | 11              |
| UK Albums Chart                | 110             |